# Kajakhandschuh

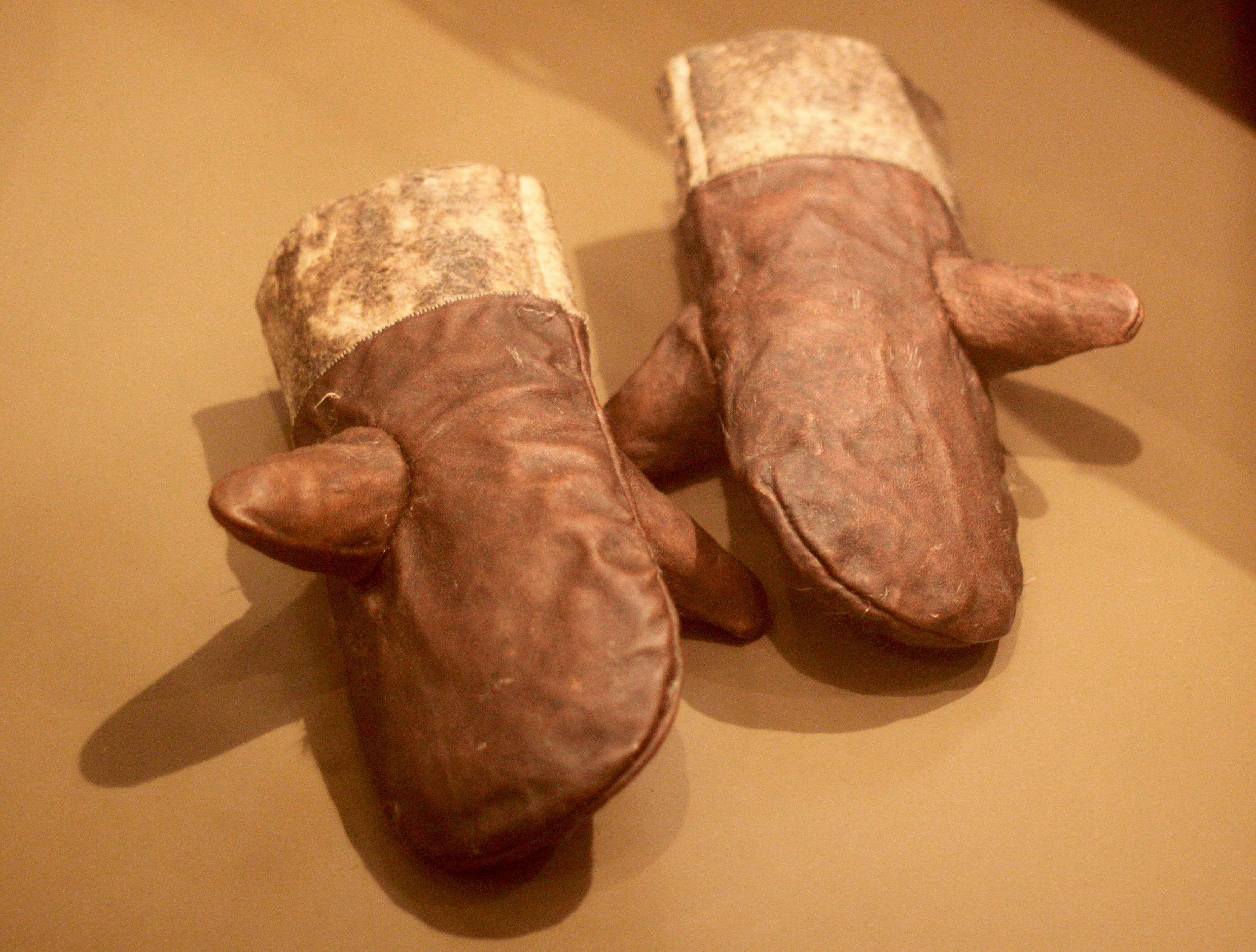
Kajakhandschuhe aus Seehundleder (Ethnologisches Museum, Berlin-Dahlem)

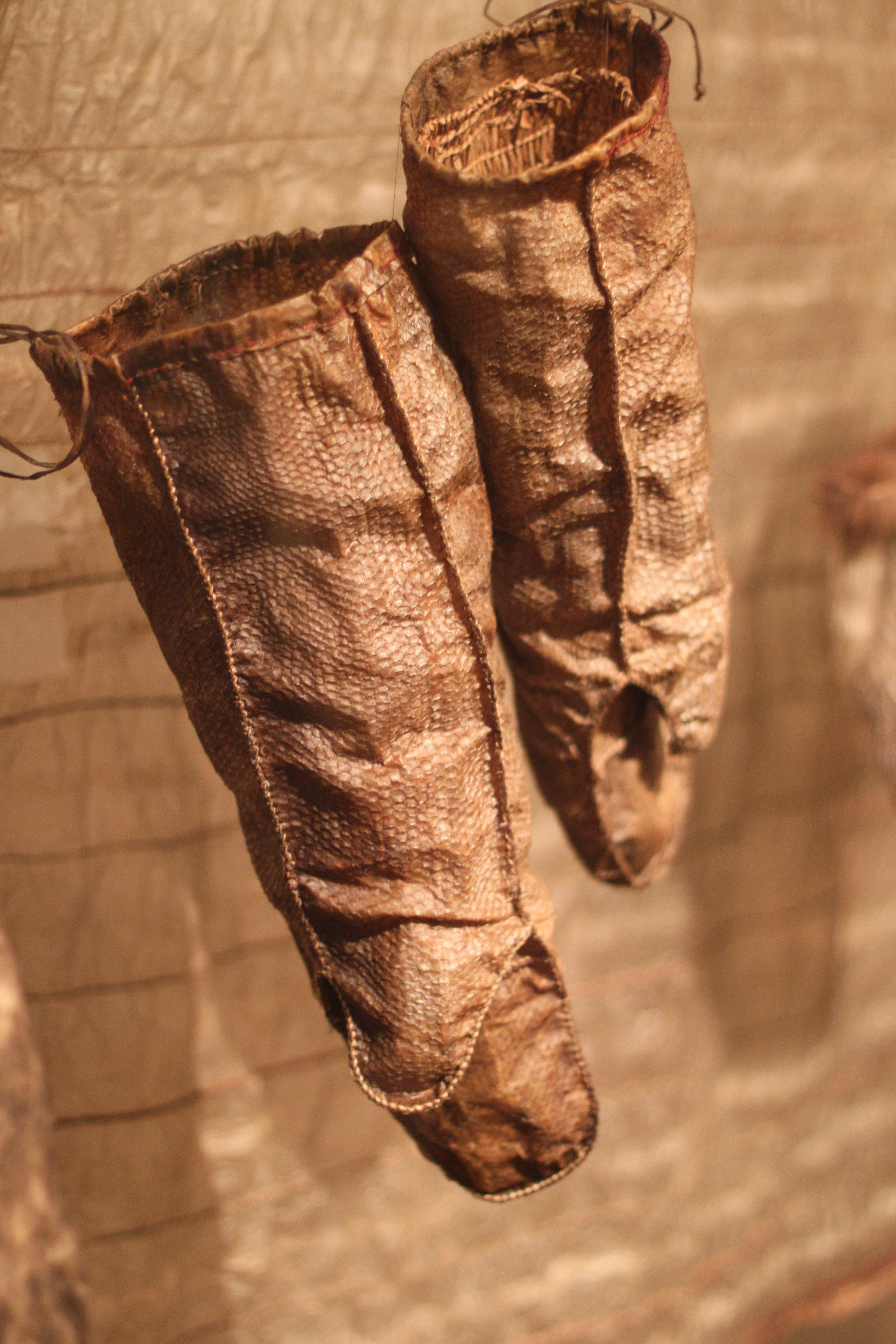
Kajakhandschuhe aus Lachshaut (Ethnologisches Museum, Berlin-Dahlem)

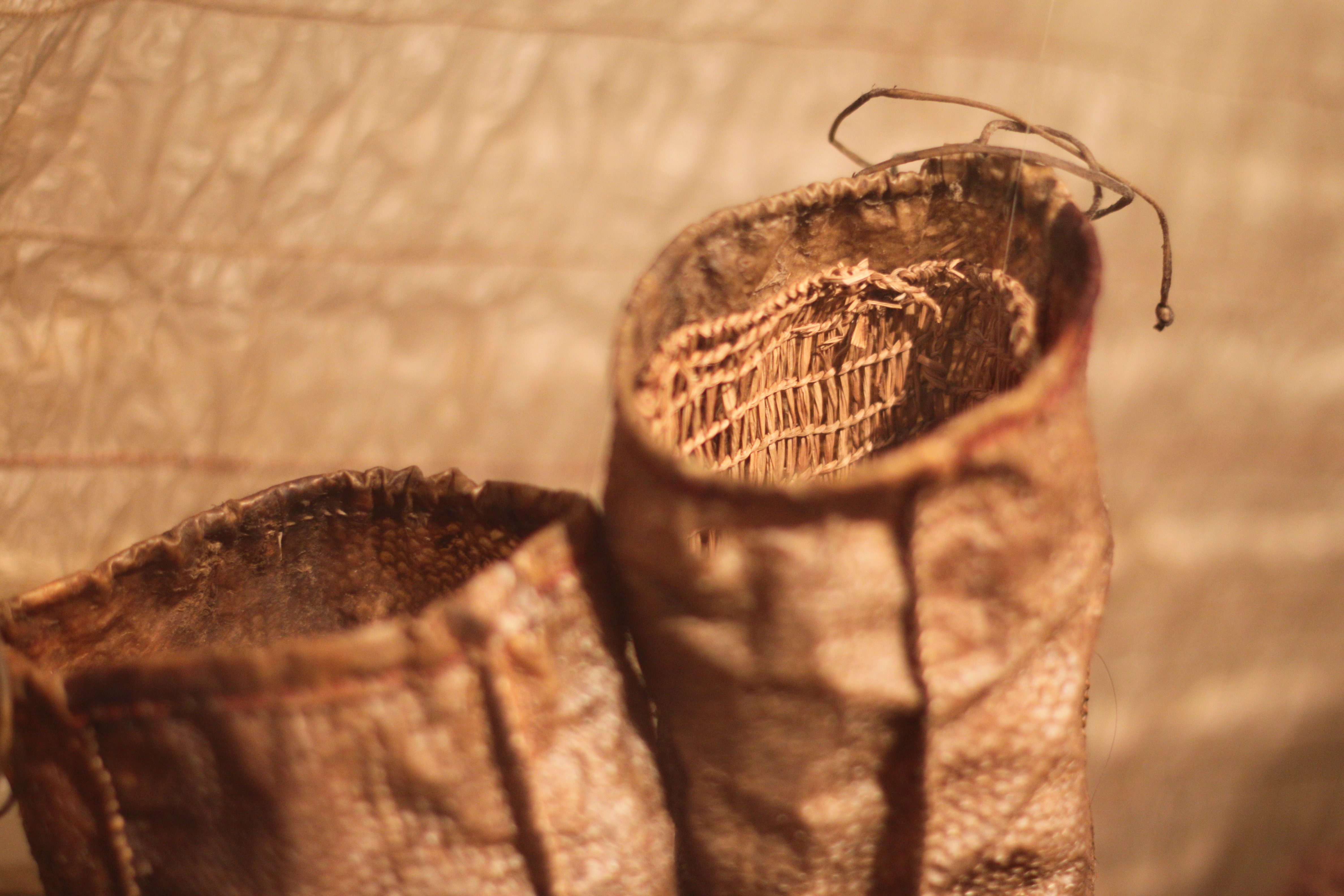
Kajakhandschuhe mit Innenhandschuh aus Grasgeflecht

Ein Kajakhandschuh (grönl.: Qajartormermik aaqqatit oder qajartuutit) ist ein Fausthandschuh mit zwei Daumen an den jeweils gegenüberliegenden Seiten, der beim Kajakfahren getragen wird. Aus der Ferne wirkt der Handschuh mit dem „überflüssigen“ Daumen, als ob er falsch herum angezogen wurde.

## Bezeichnung
In der grönländischen Sprache werden Kajakhandschuhe als „Qajartormermik aaqqatit“ [qaja'do'næ'mek a:'qa'tet] bezeichnet, was so viel wie „Handschuhe zum Fahren mit dem Kajak“ bedeutet (grönländisch: aaqqat = Handschuh; Plural: aaqqatit). Eine andere Bezeichnung ist „Qajartuutit“ [qa'ja(r)'do:'tet], was „Werkzeuge (Ausrüstung) zum Fahren mit dem Kajak“ bedeutet. Weitere anzutreffende Begriffe für Kajakhandschuhe sind „maattaalit“ und „matât“, die wahrscheinlich aus einer ostgrönländischen Sprachenform stammen. Bei den Yupik-Eskimos werden Kajakhandschuhe als „arilluuk“ bezeichnet.

## Verwendung
In Grönland waren Kajakhandschuhe ein unerlässlicher Teil der Kajakausrüstung, da viele grönländische Inuit Kajakjäger waren. Außer den Kajakhandschuhen (aaqqatit, engl. kayak mittens) gab es spezielle Kajak-Ärmel (aaqqat, engl. kayak sleeves).
Bei stundenlangen Kajakreisen kann die Hand so von Zeit zu Zeit im Handschuh umgedreht werden, wenn er an der Handfläche durchnässt ist und von Wasser oder Eis rutschig wird. So kann die trockenere Handrückenseite des Handschuhs zur Handflächenseite gemacht werden. Wenn der nasse Handschuh gedreht wird, befindet sich die nasse Fläche oben. Das Wasser gefriert zwar zu einer dünnen Eisschicht, diese kann aber abgeklopft werden. Nicht nur die nasse Handfläche am Handschuh wird zum Problem beim Benutzen des Paddels und der Harpune, sondern besonders der nasse Daumen – deshalb ist der Handschuhdaumen doppelt vorhanden. Auch nutzen sich die Fäustlinge wegen des Wechselns der Seiten nicht so schnell ab. Zumindest das hier abgebildete Paar ist so geschnitten, dass man die Handschuhe nicht von einer auf die andere Hand wechseln, sondern nur in sich drehen kann. Da die Handschuhe relativ groß sind, kann man mit ihnen notfalls auch eine Eskimorolle ohne ein Paddel machen.

## Materialien und Herstellung
Der Kajakhandschuh ist weit geschnitten, da er zusammen mit einem Innenhandschuh angezogen wird. Als Innenhandschuh verwendeten die Eskimos früher entweder Baumwollhandschuhe oder Holzhobelspäne zur zusätzlichen Wärmedämmung. Traditionelle Materialien für die Herstellung von Kajakhandschuhe waren Lachshaut, Robbenfell (identisch mit Seehundfell) oder Wolle. Robbenfell für Kajakhandschuhe wurde oft auf spezielle Art hergestellt. Die Haare wurden nicht ausgezupft, so wie für andere Teile der Kajakbekleidung der Eskimos, sondern abrasiert. So blieb das Fell griffiger, auch wenn es feucht wurde. Zusätzlich wurde die Innenseite des Robbenfells mit Blut behandelt, damit es noch besser wasserdicht wird und auch noch geschmeidiger.
Kajakhandschuhe wurden auch aus enthaartem Sattelrobben-Fell hergestellt. Genäht wurden sie mit Seehundspeiseröhre. Diese ist sehr gut geeignet, da sie sich im feuchten Zustand ausdehnt und deshalb die durch die Nähnadel entstandenen Löcher vollständig und wasserdicht ausfüllt. Heute verwendet man dafür Kunstfasergarne, da fast kein Faden aus Seehundspeiseröhre mehr hergestellt wird.
Traditionelle Kajakhandschuhe wurden für den Eigenbedarf angefertigt. Sie sind heute in Grönland nicht im Handel erhältlich.
In grönländischen Kajakklubs werden traditionelle Kajakhandschuhe fast nur noch bei Meisterschaften getragen, ansonsten werden Handschuhe aus Neopren vorgezogen, die wärmer und weniger steif sind und außerdem weniger Pflege bedürfen. Diese modernen Neoprenhandschuhe sind so geformt, dass sie der starken Krümmung der Finger folgen, die das Kajakpaddel halten.

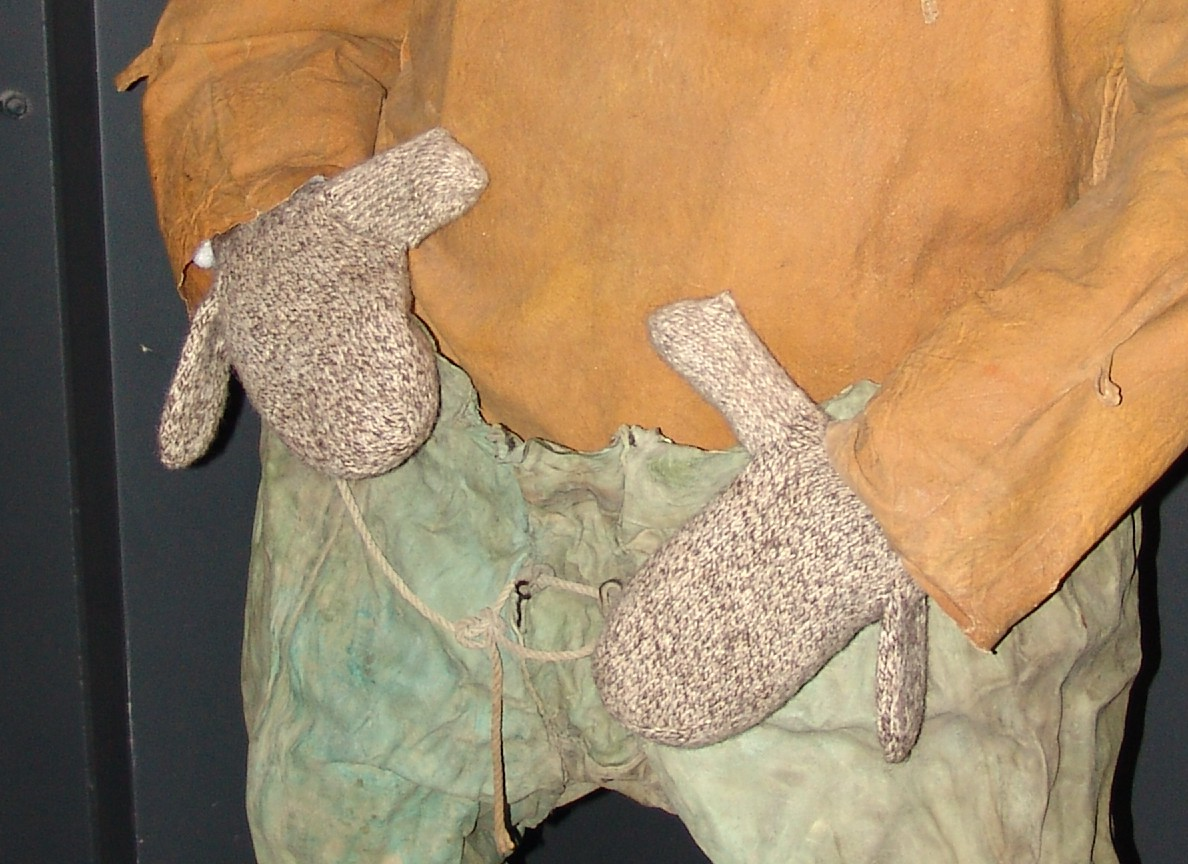
Kajakhandschuhe aus Wolle – wahrscheinlich handelt es sich hier um Innenhandschuhe, über die wasserabweisende Kajakhandschuhe gezogen wurden oder auch nur um ein Anschauungsmodell zur Form der Kajakhandschuhe
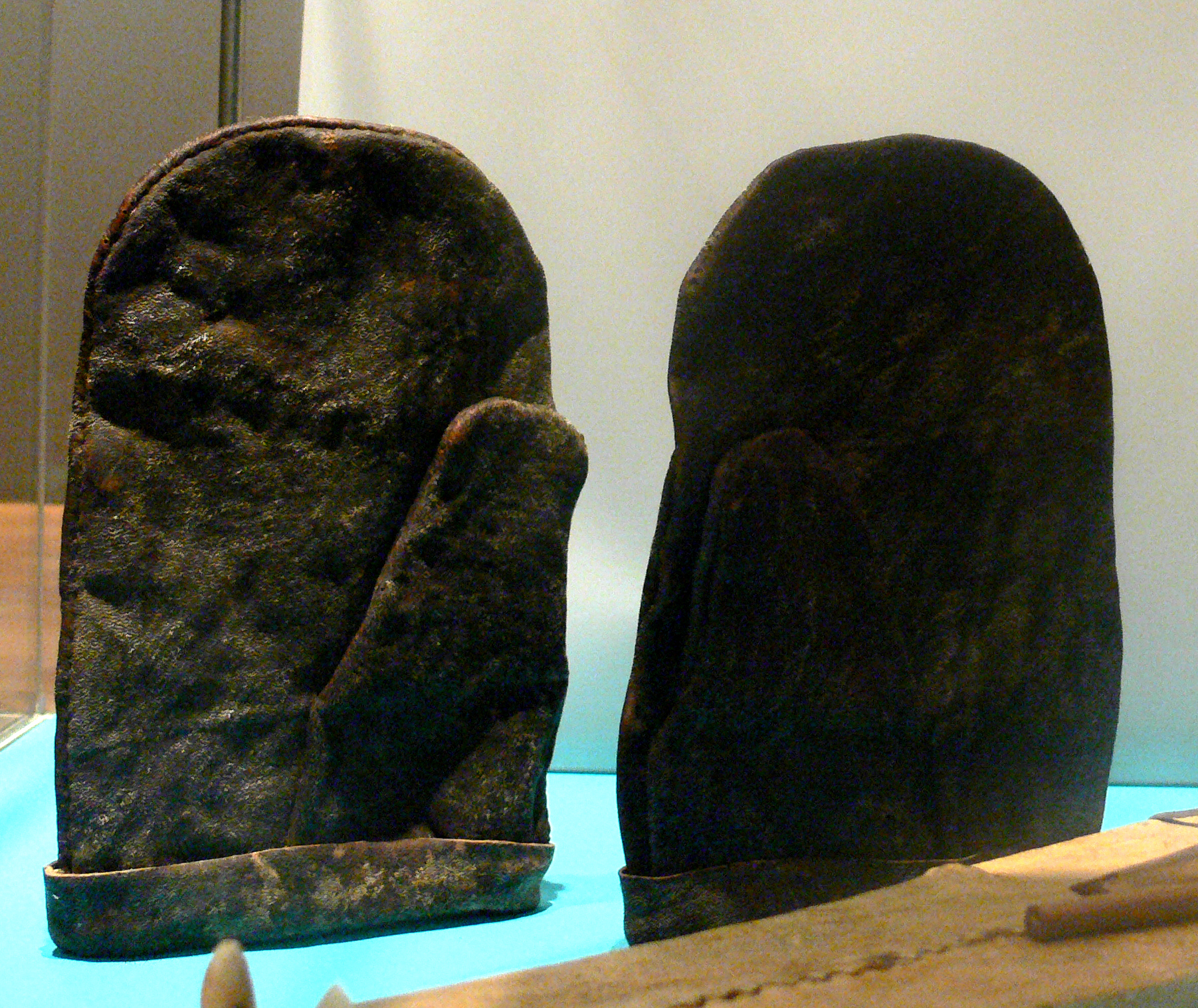
Kajak-Handschuhe aus Robbenleder, Grönland 1894 (im Linden-Museum, Stuttgart)
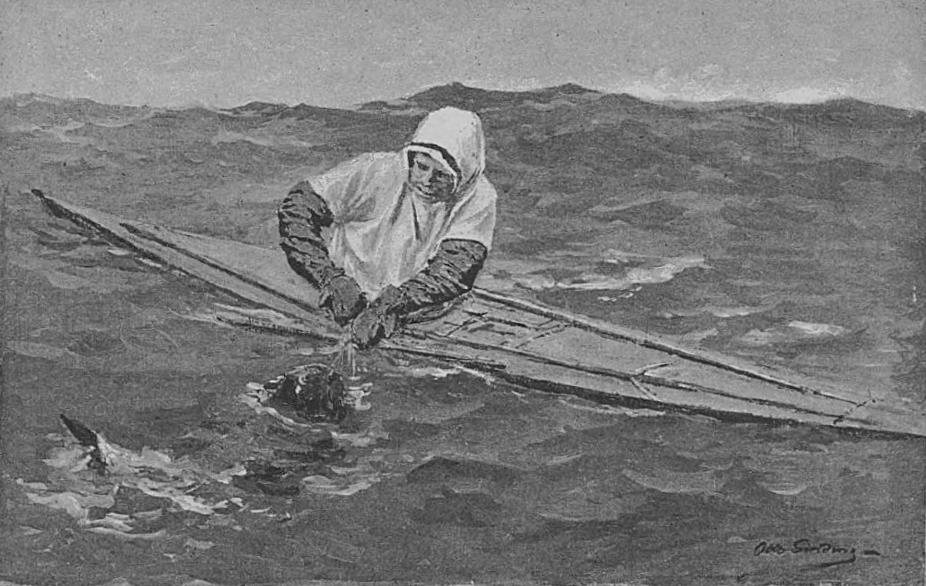
Eskimo beim Fischen – mit Kajakhandschuhen; auch die Kajak-Ärmel (aaqqat, engl. kayak sleeves) sind gut zu erkennen

## Quelle
- Birgitta Huse (Hrsg.): Von Kopf bis Fuß. Ein Handbuch rund um Körper, Kleidung und Schmuck für die interkulturelle Unterrichtspraxis (= Gegenbilder 4).  Waxmann-Verlag, Münster u. a. 2004, ISBN 3-8309-1421-0, S. 210.
- Keld Hansen: Nuussuarmiut – Hunting Families on the Big Headland. Demography, Subsistence and Material Culture in Nuussuaq, Upernavik, Northwest Greenland (= Meddelelser om Grønland. Man & society 35). Commission for Scientific Research in Greenland, Kopenhagen 2008, ISBN 978-87-635-1084-4, S. 138.